# Isla de Cuba
Die Isla de Cuba war das zweite Schiff einer Klasse kleiner Geschützter Kreuzer der Spanischen Marine. In der Schlacht in der Bucht von Manila versenkte die Besatzung das Schiff selbst. Die amerikanischen Eroberer hoben das Schiff und setzten es wieder instand.
Als Kanonenboot USS Isla de Cuba kam der ehemals spanische Kreuzer 1900 in den Dienst der US Navy. Zuerst wurde sie im Kampf mit den philippinischen Rebellen eingesetzt. Ab 1904 in den USA, wurde sie 1907 Schulschiff für Reservekräfte der Marinemiliz.
1912 wurde das Kanonenboot nach Venezuela verkauft und blieb als crucero Mariscal Sucre bis zum Abbruch 1940 im Dienst.

## Baugeschichte
Die Isla de Cuba wurde auf der britischen Werft Armstrong, Mitchell & Co. in Elswick bei Newcastle-upon-Tyne zum Preis von 2,4 Millionen Peseten gebaut. Nach der Kiellegung am 25. Februar 1886 zusammen mit dem Typschiff Isla de Luzon lief sie einen Monat nach diesem am 11. Dezember 1886 vom Stapel und wurde mit dem Typschiff zusammen bis zum 22. September 1887 fertiggestellt. Die kleinen Geschützten Kreuzer hatten einen Stahlrumpf und einen Schornstein. Die Schiffe waren für ihre Länge sehr breit und zeigten nur mäßige Seeeigenschaften, da der Bug leicht von Wellen begraben wurde. Wegen der geringen Größe wurden die Kreuzer 1898 meist als Kanonenboote bezeichnet.
Bewaffnet war die Isla de Cuba mit vier 120-mm-L/35 Kanonen der spanischen Bauart Hontoria, dazu vier von Armstrong in Lizenz gefertigten Schnellfeuergeschützen der Bauarten 6-Pfünder-57 mm-L/43-Nordenfeldt und 37-mm-L/20-Hotchkiss-Revolverkanone, einem Maschinengewehr und drei 356-mm-Torpedorohren.

## Einsatzgeschichte
Nach ihrer Fertigstellung liefen die beiden kleiner Kreuzer am 6. Januar 1888 gemeinsam von Newcastle-upon-Tyne nach Spanien und die Isla de Cuba kam zur spanischen Mittelmeerflotte. Sie nahm 1893/94 wie die Isla de Luzon am Rifkrieg teil und beschoss ebenfalls Landziele zwischen Melilla und Chafarinos. Als die Philippinische Revolution 1896 ausbrach, wurde sie auch zu den Philippinen entsandt und dort Teil des Geschwaders unter Konteradmiral Patricio Montojo.
Beide Schwesterschiffe gehörten zu Montojo's Geschwader, als der Spanisch-Amerikanische Krieg im April 1898 ausbrach. Sie ankerten mit dem Geschwader in Cañacao Bay nahe der Halbinsel von Cavite, Luzon, acht Meilen südwestlich von Manila, als am frühen Morgen des 1. Mai 1898 das Pazifikgeschwader der United States Navy unter Commodore George Dewey den Ankerplatz der Spanier entdeckte und angriff. Die sich entwickelnde Schlacht in der Bucht von Manila war das erste größere Gefecht des Spanisch-Amerikanischen Krieges.
Das amerikanische Geschwader passierte feuernd mehrfach die spanischen Schiffe. Anfangs konzentrierten Dewey's Schiffe ihr Feuer auf Montojo's Flaggschiff, den Kreuzer Reina Cristina sowie den Kreuzer Castilla, während die Isla de Luzón nur geringe Schäden erlitt. Als die Reina Cristina ausfiel, gingen die Isla de Luzón und die Isla de Cuba unter schweren amerikanischen Feuer längsseits, um dem Flaggschiff Hilfe zu leisten. Montojo stieg auf die Isla de Cuba um, die damit das Flaggschiff des geschlagenen Geschwaders wurde.

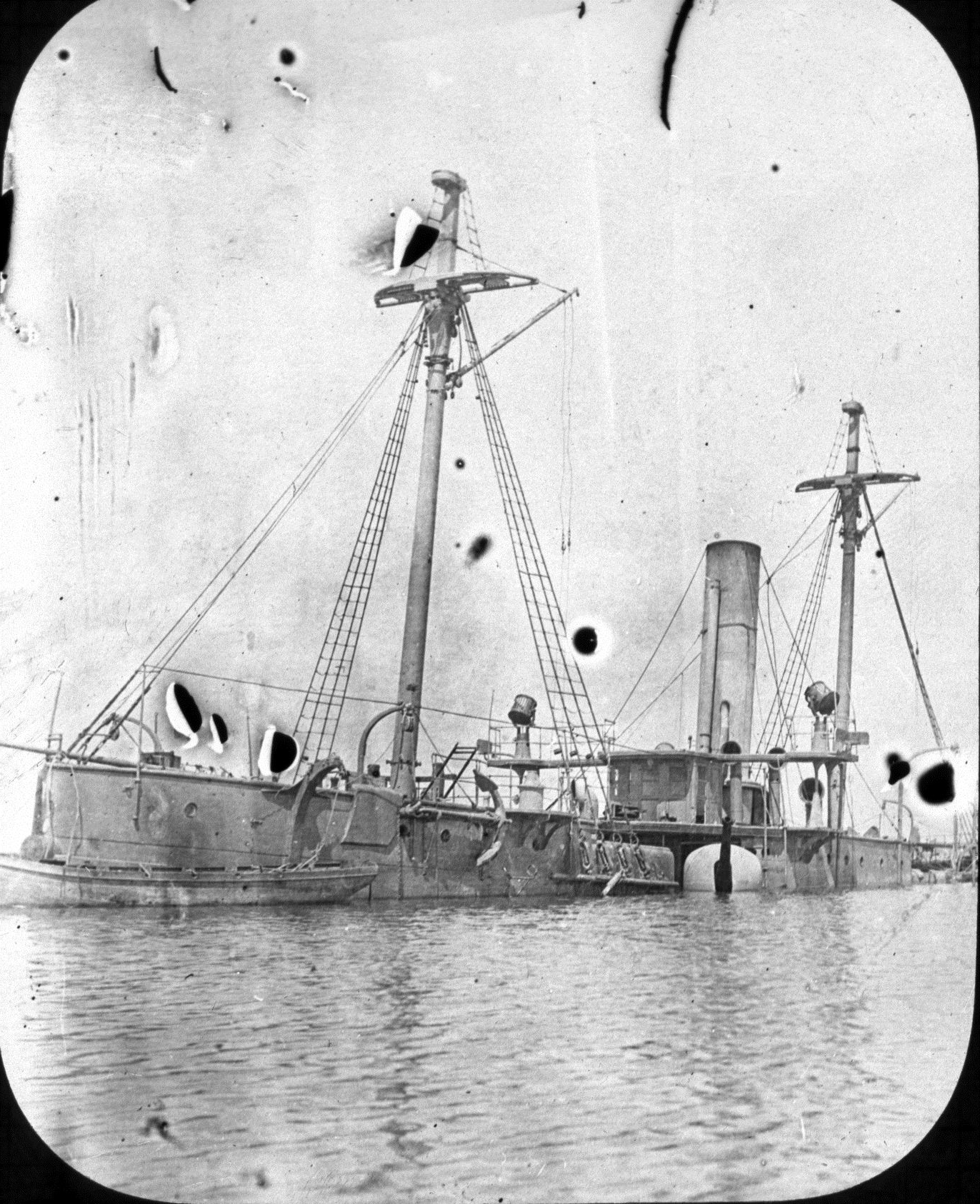
Das Wrack der Isla de Cuba

Da Montojo's Geschwader schwer beschädigt war, wurde die Isla de Cuba, die 5 Treffer erhalten hatte, von der Besatzung in flachem Wasser selbstversenkt, um eine Inbesitznahme durch die Amerikaner zu verhindern. Ihre Aufbauten blieben nach der Selbstversenkung über Wasser und das Kanonenboot USS Petrel setzte eine Gruppe an Bord, die das gesunkene spanische Schiff in Brand setzte. Auch das Schwesterschiff Isla de Luzon versenkte sich selbst und wurde von der Petrel in Brand gesteckt.
Nachdem die Vereinigten Staaten die Philippinen besetzt hatten, nahm die United States Navy das Wrack in Besitz, hob es und schleppte das Schiff nach Hongkong, wo es repariert wurde. 1900 kam das instandgesetzte Schiff als Kanonenboot USS Isla de Cuba in den Dienst der Vereinigten Staaten. Ebenso verfuhr die US Navy mit der Isla de Luzon, die allerdings in Singapur instand gesetzt wurde.

### United States Navy
Die USS Isla de Cuba kam am 11. April 1900 in Hongkong unter Lieutenant J. N. Jordan in den Dienst der United States Navy. Die spanischen 120-mm-Kanonen hatte man entfernt und durch vier auf dem Vordeck und der Poop stehende 4-Zoll-(102-mm)-L/40-Kanonen ersetzt.
Nach ihrer Jungfernfahrt im amerikanischen Dienst von Hongkong zu den Philippinen, diente sie dort als Versorgungs- und Wachschiff. In Ormoc auf Leyte gab sie am 17. November 1900 ein Bataillon an Land, um die Stadt zu verteidigen, da die dortige Armeegarnison die Stadt verlassen hatte, um Aufständische zu verfolgen. Das Kanonenboot blieb zur Unterstützung bis zum 8. Dezember ebenfalls vor Ort. Anfang 1901 erkundete und vermaß sie die Ankerplätze bei Ormoc und den Hafen von Parasan.
Sie wurde dann dem Südlichen Geschwader zugeteilt, das die Aufständischen von ihren Vorräten auf Samar abschnitt, die Gefangennahme von Vicente Lukbán, dem Führer der Rebellen von Samar, unterstützte und die enge Blockade von Samar durchführte, was alles den Abschluss eines Waffenstillstandes beschleunigte. Zeitweise war die Isla de Cuba zusammen mit der Isla de Luzon im Einsatz.
Am 4. März 1904 endete der Einsatz der USS Isla de Cuba in den Philippinen, als sie Cebu verließ. Nach Eintreffen in den Vereinigten Staaten stellte sie am 9. Juni in Portsmouth (New Hampshire) außer Dienst, sie wurde dort repariert und instand gehalten, bis sie am 21. März 1907 der Naval Militia von Maryland als Schulschiff zugewiesen wurde. Vor 1908 erhielt die Isla de Cuba zwei sehr dünne Schornsteine (wie auch die Isla de Luzon); auch wurde während ihrer Zugehörigkeit zur US Navy die Bewaffnung mehrfach verändert.

### Im Dienst Venezuela´s

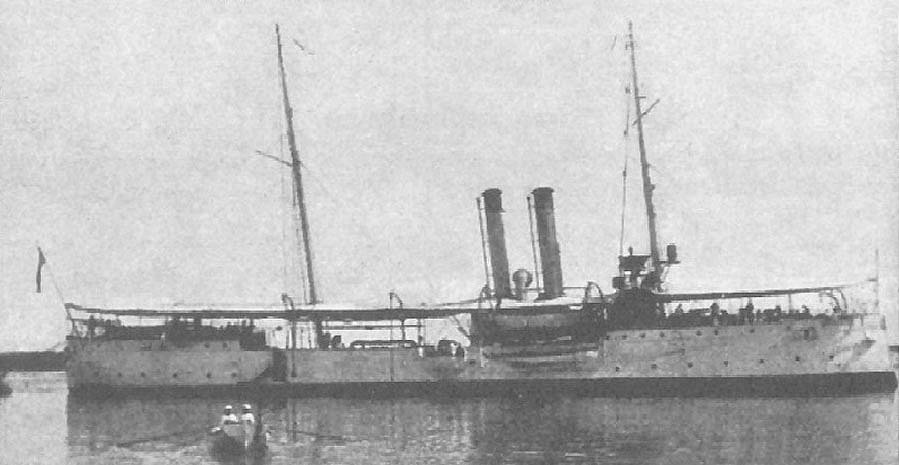
Die Mariscal Sucre

Am 2. April 1912 wurde die USS Isla de Cuba in Charleston (South Carolina) an die Republik Venezuela verkauft, die mit dem inzwischen 26 Jahre alten Kanonenboot erstmals ein Militärschiff erwarb. Sie wurde nach dem Marshall Antonio José de Sucre umbenannt in Mariscal Sucre und diente in der Marine Venezuelas bis zu ihrem Abbruch 1940.